# Hamish McKenzie
Hamish McKenzie (Launceston, 13 de septiembre de 2004) es un deportista australiano que compite en ciclismo en la modalidad de ruta. Ganó una medalla de bronce en el Campeonato Mundial de Ciclismo en Ruta de 2023, en la prueba de contrarreloj sub-23.

## Medallero internacional
| Campeonato Mundial | Campeonato Mundial    | Campeonato Mundial | Campeonato Mundial  |
| Año                | Lugar                 | Medalla            | Competición         |
| ------------------ | --------------------- | ------------------ | ------------------- |
| 2023               | Glasgow (Reino Unido) | Medalla de bronce  | Contrarreloj sub-23 |

## Palmarés
2023
- 2.º en el Campeonato Oceánico Contrarreloj sub-23
- 3.º en el Campeonato Mundial Contrarreloj sub-23